# Fall Yağmur
Als Fall Yağmur wurde der Tod der dreijährigen Hamburgerin Yağmur im Dezember 2013 bundesweit bekannt. Das Mädchen wurde von ihrer Mutter über einen längeren Zeitraum misshandelt und schließlich ermordet. Durch den Fall geriet, wie zuletzt bei dem Kriminalfall Chantal, erneut das Hamburger Jugendhilfesystem in die Kritik.

## Misshandlung und Ermordung von Yağmur
Yağmur Y., genannt Yaya, wurde am 9. Oktober 2010 in Hamburg-Bergedorf geboren. Ihre Mutter, die zur Tatzeit 27-jährige Melek Y., besaß weder Schulabschluss noch Ausbildung, hatte keine Arbeit und lebte zu dieser Zeit in einer Obdachlosenunterkunft. Sie war wegen gemeinschaftlichen Diebstahls (2007) und gefährlicher Körperverletzung (2008) vorbestraft. Sie hat einen älteren unehelichen Sohn, der bei ihren Eltern in Bergedorf aufwuchs. Yağmurs Vater, der 25-jährige Hüseyin Y., war wegen Betruges und Erschleichen von Leistungen (2010) vorbestraft. Sieben Tage nach ihrer Geburt kam Yağmur zu einer Pflegefamilie, da sich ihre Eltern überfordert fühlten und auf Wohnungssuche waren. Das Sorgerecht verblieb jedoch bei ihnen und sie besuchten ihre Tochter regelmäßig. Die Pflegemutter meldete mehrfach Verletzungen von Yağmur an das Jugendamt. Auch einer Kinderärztin fielen im Juni 2011 multiple Hämatome auf.
Im Januar 2012 wechselte die Zuständigkeit für die Familie vom Jugendamt Bergedorf zum Jugendamt Eimsbüttel, da Melek Y. in eine öffentliche Wohnunterkunft an der Holsteiner Chaussee gezogen war. Im November zog sie mit ihrem Mann in eine gemeinsame Wohnung am Mümmelmannsberg. Im Januar 2013 entschied das Jugendamt, Yağmur zu ihren Eltern zu geben, da sie unter dem häufigen Wechsel zwischen Pflege- und leiblichen Eltern litt.
Ende Januar 2013 brachten Yağmurs Eltern ihre Tochter in ein Krankenhaus, weil sie schielte. Dort wurden ein Schädel-Hirn-Trauma und ein Riss der Bauchspeicheldrüse festgestellt. Der Rechtsmediziner Klaus Püschel erstattete Strafanzeige wegen Kindesmisshandlung gegen unbekannt. Yağmur wurde vorübergehend in einem Kinderschutzhaus untergebracht. Das Jugendamt Eimsbüttel leitete beim Familiengericht ein Verfahren ein, um den Eltern das Sorgerecht zu entziehen. Diese bestritten jedoch, ihrem Kind die Verletzungen zugefügt zu haben, und die Pflegemutter gab im Mai 2013 an, möglicherweise dafür verantwortlich zu sein, weil sie Yağmur einmal im Kindersitz geschüttelt habe. Daraufhin sahen Jugendamt und Familienrichterin den Verdacht gegen die Eltern als entkräftet an und befürworteten die Rückführung von Yağmur zu ihren Eltern.
Im Juli 2013 übernahm das Jugendamt Hamburg-Mitte die Zuständigkeit für den Fall. Später wechselte er dort krankheitsbedingt erneut zu einer anderen Mitarbeiterin, die erst seit kurzer Zeit für den Allgemeinen Sozialen Dienst (ASD) arbeitete. Im Folgemonat kam Yağmur mit Beihilfe und auf Antrag des Rechtsanwalts Rudolf von Bracken unter der Auflage zu ihren Eltern zurück, dass sie eine Kita besuchen müsse. Dies geschah jedoch nur bis zum 30. August des gleichen Jahres. Bei einem Hausbesuch des Kinder- und Jugendnotdienstes im September wurde sie nur oberflächlich untersucht.
Im Oktober 2013 kam die Rechtsmedizin zu der Einschätzung, dass das Schütteln der Pflegemutter nicht zu den gravierenden Verletzungen geführt haben kann. Obwohl sich damit der Verdacht auf die Eltern erhärtete, blieb Yağmur in ihrer Obhut. Die Staatsanwaltschaft stellte am 7. November 2013 die Ermittlungen ein, da der Täter nicht ermittelt werden konnte. Die Familienrichterin erhielt den Bericht der Rechtsmedizin nicht und die zuletzt neu zuständige Jugendamtsmitarbeiterin las die Akte nicht.

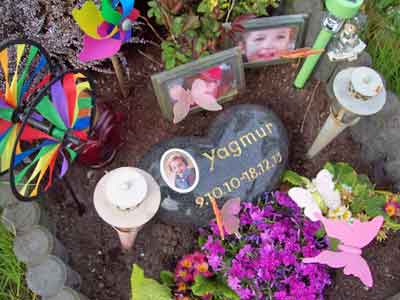
Die Grabstätte von Yagmur auf dem Friedhof Öjendorf in Hamburg

Am 18. Dezember 2013 starb Yağmur in der Wohnung ihrer Eltern in Hamburg-Billstedt. Herbeigerufene Notärzte konnten ihr nicht mehr helfen. Todesursache waren innere Blutungen infolge eines Leberrisses. Bei der späteren Obduktion wurden außerdem Verletzungen weiterer Organe und des Gehirns, ein schlecht verheilter Bruch des linken Armes über dem Ellenbogengelenk, Brandnarben und über 80 Hämatome festgestellt.
Yağmur wurde auf dem Kinderfeld des muslimischen Teils auf dem Friedhof Öjendorf beigesetzt.

## Polizeiliche Ermittlungen und Gerichtsverhandlung
Nach Yağmurs Tod kamen ihre Eltern in Untersuchungshaft. In den ersten vier Monaten der polizeilichen Ermittlungen stand hauptsächlich Hüseyin Y. unter Verdacht. Melek Y. beschuldigte ihn, ihre Tochter misshandelt und sie selbst vergewaltigt und zum Vertuschen seiner Taten gezwungen zu haben. Nach der Befragung von Zeugen aus dem Umfeld der Familie wurde jedoch die Mutter zur Hauptbeschuldigten. Am 9. April 2014 erhob die Staatsanwaltschaft Mordanklage gegen sie.
Am 13. Mai 2014 ließ das Landgericht Hamburg das Verfahren zur Hauptverhandlung zu. Der Prozess gegen Yağmurs Eltern begann am 11. Juni 2014 unter dem Vorsitz von Richter Joachim Bülter. Oberstaatsanwalt Michael Abel klagte Yağmurs Mutter wegen Mordes an und ihren Vater wegen Körperverletzung mit Todesfolge durch Unterlassen. Die Angeklagten wurden von den Anwälten Sultan Maden-Celik bzw. Carsten Kerschies verteidigt.
Während des Prozesses sagte unter anderem der Rechtsmediziner Klaus Püschel als Zeuge aus und erklärte anhand von Obduktionsfotos, dass Yağmur für Misshandlungen typische Verletzungen erlitten hatte, die sehr schmerzhaft und für die Eltern leicht als hoch bedrohlich erkennbar waren. Ein Teil der Blutergüsse war überschminkt worden, um sie zu verbergen. Viele der Verletzungen wurden Yağmur vermutlich erst in ihren letzten Lebenstagen beigebracht, jedoch sei es nicht möglich, dass dies ausschließlich in den Morgenstunden ihres Todes passiert sei, wo ihr Vater das Haus verlassen hatte.
Mehrere Zeugen sagten aus, dass Melek Y. ihre Tochter abgelehnt habe und aggressiv sei. Ein forensischer Psychiater diagnostizierte in seinem Gutachten bei ihr eine postnatale Bindungsstörung, ihre Schuldfähigkeit sei jedoch zu keinem Zeitpunkt eingeschränkt gewesen. Melek Y. habe Yağmur für ihr ruiniertes Leben verantwortlich gemacht.
Am 25. November 2014 wurde nach 29 Verhandlungstagen Yağmurs Mutter wegen Mordes zu einer lebenslangen Freiheitsstrafe verurteilt. Das Gericht sah das Mordmerkmal der Grausamkeit als erfüllt an, da Yağmur über lange Zeit starke Schmerzen erleiden musste. Es stellte jedoch keine besondere Schwere der Schuld fest, wie es die Staatsanwaltschaft gefordert hatte, wodurch eine vorzeitige Entlassung nach 15 Jahren möglich ist. Yağmurs Mutter legte Rechtsbeschwerde gegen das Urteil ein. Yağmurs Vater wurde wegen Körperverletzung mit Todesfolge durch Unterlassen zu vier Jahren und sechs Monaten Gefängnisstrafe verurteilt. Er akzeptierte das Urteil. Die Revision der Mutter wurde vom Bundesgerichtshof am 15. Oktober 2015 als offensichtlich unbegründet zurückgewiesen. Das Urteil ist damit rechtskräftig.

## Politische Nachwirkungen
Der Fall Yağmur erregte bundesweit starke Aufmerksamkeit in den Medien. Nach Michelle (2004), Jessica (2005), Lara Mia (2009) und Chantal (2012) war es der fünfte gewaltsame Tod eines Hamburger Kindes innerhalb von 10 Jahren, der unter anderem auf Fehler von Behörden zurückzuführen war.
Am 6. März 2014 richtete die Hamburgische Bürgerschaft einen Parlamentarischen Untersuchungsausschuss ein, um den Fall politisch aufzuklären und mögliche Verbesserungen für das Kinderschutz- und Jugendhilfesystem in Hamburg auszuarbeiten.
Am 18. Dezember 2014 legte der Untersuchungsausschuss einen rund 550-seitigen Abschlussbericht vor, der einen Empfehlungskatalog mit 32 (unverbindlichen) Forderungen und Anregungen an die politischen Entscheidungsträger enthält. Er benannte außerdem Versäumnisse der Behörden im Fall Yağmur wie mangelhafte Informationsweitergabe und individuelle Fehlleistungen beim Allgemeinen Sozialen Dienst (ASD) sowie zu geringe Intensität der staatsanwaltlichen Ermittlungen.
Der Abschlussbericht führte zu politischen Kontroversen. CDU, Grüne und die FDP kündigten bereits im Vorfeld seiner Veröffentlichung ein Minderheitenvotum an, die Linken nahmen nicht an der Abstimmung für den Bericht teil. Hauptstreitpunkt zwischen SPD und Opposition war die Bewertung des Personalmangels beim ASD. Die CDU forderte den Rücktritt von SPD-Sozialsenator Detlef Scheele, dem durch ein Gutachten die Überlastung des ASD bekannt gewesen sei und der trotzdem keine Stellen für den Kinderschutz geschaffen habe. Auch Andy Grote, Bezirksamtsleiter Hamburg-Mitte, solle als Verantwortlicher für das zuständige Jugendamt zurücktreten. Die SPD wies diese Forderungen zurück, sie seien nicht durch den Abschlussbericht gedeckt und nur Teil des Wahlkampfes der CDU vor der Bürgerschaftswahl 2015. Die Grünen schlossen sich der CDU in Bezug auf Grote an, außerdem verlangten sie den Rücktritt von Staatsrat Jan Pörksen und des Leiters des Amtes für Familie Uwe Riez.

## Gedenken
2016 wurde die Yagmur Gedächtnisstiftung gegründet, welche seitdem jährlich an Yağmurs Todestag den mit 2000 Euro dotieren Yagmur-Erinnerungspreis „Zivilcourage im Kinderschutz“ verleiht. Ausgezeichnet werden natürliche Personen oder Institutionen, die sich für den Kinderschutz in Hamburg und Norddeutschland einsetzen.